# 五叶山莓草
五叶山莓草（学名：Sibbaldia pentaphylla）是蔷薇科山莓草属的多年生草本。根茎粗壮，匍匐。花茎丛生、矮小，高2-5厘米。是中国的特有植物。分布在中国大陆的青海、四川、云南、西藏等地，生长于海拔3,700米至4,500米的地区，多生长于高山草地和岩石缝中，目前尚未由人工引种栽培。